# Claviphantes
Claviphantes es un género de arañas araneomorfas de la familia Linyphiidae. Se encuentra en Nepal.

## Lista de especies
Según The World Spider Catalog 12.0:
- Claviphantes bifurcatoides (Tanasevitch, 1987)
- Claviphantes bifurcatus (Tanasevitch, 1987)